# Кирьянов, Михаил Иванович
Михаи́л Ива́нович Кирья́нов (4 ноября 1861 — 16 сентября 1919) — член III Государственной думы от области Войска Донского.

## Биография
Православный. Из потомственных дворян. Домовладелец города Ростова-на-Дону.
Окончил Новочеркасскую классическую гимназию и Санкт-Петербургский университет по юридическому факультету (1887). По окончании университета один год был на военной службе в 12-м Донском казачьем полку.
По выходе в запас был участковым мировым судьей во 2-м Донском округе (1889—1895) и 2½ года в Ростове-на-Дону. Состоял непременным членом окружного съезда мировых судей и почетным мировым судьей. В 1898 году был избран гласным Ростовской-на-Дону городской думы, затем членом городской управы, а в 1907 году — и заступающим место городского головы. Возглавлял Ростовский отдел Союза русского народа.
В 1907 году был избран членом III Государственной думы от 1-го съезда городских избирателей области Войска Донского. Входил во фракцию правых, был членом Казачьей группы. Состоял секретарем бюджетной комиссии, а также членом комиссий: по государственной обороне, распорядительной, финансовой и по рыболовству. Занимался экономическими вопросами.
В годы Первой мировой войны был директором Ростовского-на-Дону городского банка. Умер в 1919 году в Сочи от крупозного воспаления легких.